# Weißenfels (distrito)
Weißenfels foi um distrito (Kreis ou Landkreis) da Alemanha localizado no estado da Saxônia-Anhalt.
Depois de uma reforma dos distritos em Saxônia-Anhalt (em alemão: Kreisreform Sachsen-Anhalt 2007) que entrou em vigor em 1 de julho de 2007, o distrito de Weißenfels foi dissolvido e juntado ao novo distrito Burgenlandkreis.